# Aphanogmus fasciolatus
Aphanogmus fasciolatus är en stekelart som beskrevs av W. Foerster 1861. Aphanogmus fasciolatus ingår i släktet Aphanogmus och familjen pysslingsteklar. Inga underarter finns listade i Catalogue of Life.